# Тельчівський заказник
Тельчівський заказник — загальнозоологічний заказник місцевого значення в Україні. Об'єкт розташований на території Маневицького району Волинської області, ДП «Колківське ЛГ», Тельчівське лісництво. 
Площа — 453 га, статус отриманий у 2000 році.
Охороняється заболочений масив соснового лісу, віком від 60 до 110 років, у нижньому ярусі якого ростуть вільха чорна, береза повисла, ліщина звичайна, крушина ламка, бузина чорна, бруслина бородавчаста, горобина звичайна, малина звичайна, а у трав'яному покриві - вербозілля звичайне, багно звичайне, ситник розлогий, незабудка болотна, безщитник жіночий, щитник чоловічий, орляк звичайний, клімацій деревоподібний, брусниця, чорниця, журавлина болотна, лохина. 
У заказнику мешкають олень благородний, сарна європейська, свиня дика, вивірка звичайна, заєць сірий та інші види поліської фауни.